# Велика Побійна
Вели́ка Побі́йна — село в Україні, у Дунаєвецькій міській територіальній громаді Кам'янець-Подільського району Хмельницької області. 

## Назва
Назва села походить від тих часів, коли турки чи татари влаштовували побоїща місцевому населенню. В Кам'янець-Подільському районі зберігся ряд топонімів, пов'язаним з періодом татарських набігів у XIII—XIV століттях.

## Історія
Внаслідок поразки визвольних змагань на початку XX століття, село надовго окуповане російсько-більшовицькими загарбниками. За період більшовистської окупації багато жителів села було репресовано за звинуваченням у «антирадянській агітації».
В 1932–1933 селяни села пережили сталінський голодомор.
З 1991 року в складі незалежної України.
13 серпня 2015 року шляхом об'єднання сільських рад, село увійшло до складу Дунаєвецької міської громади.
17 липня 2020 року, в результаті адміністративно-територіальної реформи та ліквідації Дунаєвецького району, село увійшло до складу Кам'янець-Подільського району.
Згідно з даними адміністративного поділу в різні часи село належало до:
- XVI ст. — Кам'янецького повіту
- XIX ст. — Ушицького повіту
- XX — початок XXI ст. — Дунаєвецького району
- з 2020 року — Кам'янець-Подільського району

Колишній орган місцевого самоуправління — Великопобіянська сільська рада.

## Населення
За переписом 2001 року населення становило 1149 осіб (перепис 2001 року).

### Мова
У селі поширені західноподільська говірка та південноподільська говірка, що відносяться до подільського говору, який належить до південно-західного наріччя.

## Відомі люди

Пам'ятний знак на честь воїнів-односельчан, які загинули під час Другої світової війни

- Деркач Василь Григорович (народився 6 листопада 1948 року у селі Велика Побійна, Дунаєвецького району, Хмельницької області) — лікар-психіатр вищої атестаційної категорії, голова Атестаційної комісії з інтернатури, передатестаційного циклу та спеціалізації за фахом «психіатрія», доцент кафедри нервових хвороб, психіатрії та медичної психології ім. С. М. Савенка Буковинського державного медичного університету, є автором і співавтором 138 наукових друкованих праць, 9-ти раціоналізаторських пропозицій, 3-х патентів на корисні моделі та 2-х інформаційних листів про впровадження в практику охорони здоров'я, виконавець фрагменту комплексної кафедральної НДР на тему.